# Los Diamantes Negros
Los Diamantes Negros es un mixtape presentado por el dúo puertorriqueño, Zion & Lennox. Publicado el 28 de mayo de 2014, cuenta con 15 canciones y colaboraciones de Farruko, De la Ghetto, Wisin, Juan Magan, entre otros invitados.
Como promoción fue presentado «La Botella», que ocupó lugares del Latin Rhythm Airplay de Billboard y recibió buena recepción entre el público. Otra canción destacada, «Solo tú», fue utilizada como promoción en los días previos al lanzamiento.

## Contexto
En medio de una causa judicial con Pina Records debido a un incidente en un concierto promocional por La Fórmula en 2013, el dúo inauguró su nueva compañía discográfica Baby Records Inc., anunciando un nuevo álbum de estudio. En septiembre, publicaron la canción «La Botella» haciendo giras de promoción por el Caribe y otros países de América Latina. El sencillo fue producido por el dúo MadMusick y compuesto por Eliezer Palacios.

## Lista de canciones
| N.º      | Título                                                | Productor(es)                   | Duración |  |
| 1.       | «Sudao» (con Alexis & Fido)                           | Luny Tunes                      | 3:50     |  |
| 2.       | «Solo tú»                                             | Montana                         | 4:29     |  |
| 3.       | «Quiere llegar» (Zion con J Álvarez)                  | Montana · FrankFussion          | 3:12     |  |
| 4.       | «Tu cuerpo pide sexo» (Zion con Wisin)                | Chris Jeday                     | 4:38     |  |
| 5.       | «Oh Mami (Remix)» (con Amaro)                         | Haze · DJ Duran                 | 3:27     |  |
| 6.       | «Mírala» (Zion con De La Ghetto y Farruko)            | DJ Blass · Mr. Greenz           | 3:48     |  |
| 7.       | «Kamasutra» (con Poeta Callejero)                     | DJ Luian · Xnike · Bass Breaker | 4:18     |  |
| 8.       | «Booty Booty» (con Farruko, Ñengo Flow, Yomo y D.OZi) | Musicólogo & Menes              | 5:57     |  |
| 9.       | «Falling in Love» (con Juan Magan)                    | Juan Magan                      | 3:49     |  |
| 10.      | «Tamo rulay» (Lennox con Maffio)                      | A&X · Link-on                   | 3:03     |  |
| 11.      | «Mi medicina» (con Messiah)                           | DJ Luian · Nely                 | 3:40     |  |
| 12.      | «Sobre tu piel» (Lennox con Piwaiti)                  | Piwaiti · DJ Duran              | 3:41     |  |
| 13.      | «On the Rise (Remix)» (con Yones)                     | Yones Adbessamad                | 3:36     |  |
| 14.      | «Versace (Spanish Remix)» (con Messiah y Sensato)     | DJ Luian                        | 5:25     |  |
| 15.      | «La botella»                                          | MadMusick                       | 4:10     |  |
| 01:01:03 |                                                       |                                 |          |  |

## Lista de posiciones
| Listas (2014)                    | Pista        | Posición |
| -------------------------------- | ------------ | -------- |
| Billboard Latin Rhythm Songs     | «Solo Tú»    | 18       |
| Billboard Latin Rhythm Songs     | «La Botella» | 6        |
| Billboard Hot Latin Songs        | «La Botella» | 31       |
| Billboard Latin Tropical Airplay | «La Botella» | 14       |